# Розенталь, Шмуэль
Шмуэ́ль Розента́ль (ивр. שמואל רוזנטל‎; род. 22 апреля 1947, Петах-Тиква, Центральный округ) — израильский футболист и футбольный тренер, играл на позиции полузащитника. Участник чемпионата мира 1970 года. Бронзовый призёр Кубка Азии 1968 года.

## Биография

### Клубная карьера
В возрасте 17 лет Розенталь присоединился к клубу «Хапоэль» из Петах-Тиквы, выигравшей на тот момент 5 чемпионских титулов подряд. Его партнёрами по клубу одни из лучших игроков Израиля в те годы Наум Стельмах и Боаз Кофман. В составе «Хапоэля» Розенталь отыграл в течение семи сезонов, став одним из ключевых игроков команды и одним из лучших фланговых полузащитников страны.
Розенталь стал первым футболистом из Израиля, который переехал в Европу и подписал контракт мёнхенгладбахской «Боруссией». В новой команде он попал в годичный карантин, во время действия которого находился в Швейцарии. В составе «Боруссии» он сыграл 13 матчей и забил 1 гол, но в Германии Розенталь чувствовал себя одиноко вдали от родины и принял решение покинуть команду.
В 1973 году Розенталь вернулся в «Хапоэль» из Петах-Тиквы, в котором отыграл три сезона. В последующие годы он играл за «Бейтар» из Тель-Авива и «Окленд Стомперс» из США. Завершил карьеру в клубе «Хапоэль» из Лода.

### Карьера в сборной
В составе сборной Израиля Розенталь принимал участие на Кубке Азии 1968 года и завоевал бронзовые медали.
В том же году Розенталь был основным игроком на олимпийском футбольном турнире, где сыграл в матчах группового этапа со сборными Ганы (5:3) и Сальвадора (3:1), а также в 1/4 финальном матче со сборной Болгарии (1:1), проигранному по жребию.
На чемпионате мира 1970 года Розенталь был основным игроком и сыграл в трёх матчах группового этапа со сборными Уругвая (0:2), Швеции (1:1) и Италии (0:0). Всего за сборную Израиля сыграл 43 матча, в которых забил 2 гола.

### Уголовное преследование
В 1997 году Розенталь был обвинён в контрабанде кокаина и приговорён к тюремному заключению сроком на шесть лет. Спустя четыре года он был досрочно освобождён и устроился на работу в электроэнергетическую компанию.